# Mydas weemsi
Mydas weemsi är en tvåvingeart som beskrevs av Wilcox, Papavero och Therezinha Pimentel 1989. Mydas weemsi ingår i släktet Mydas och familjen Mydidae.
Artens utbredningsområde är Florida. Inga underarter finns listade i Catalogue of Life.